# الناصرية (مدينة)

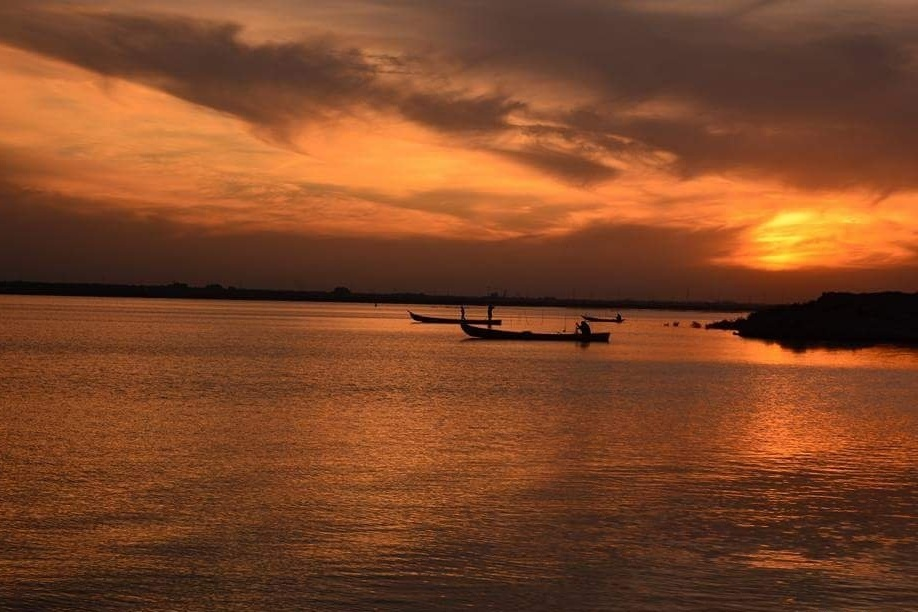
أهوار الجبايش في الناصرية

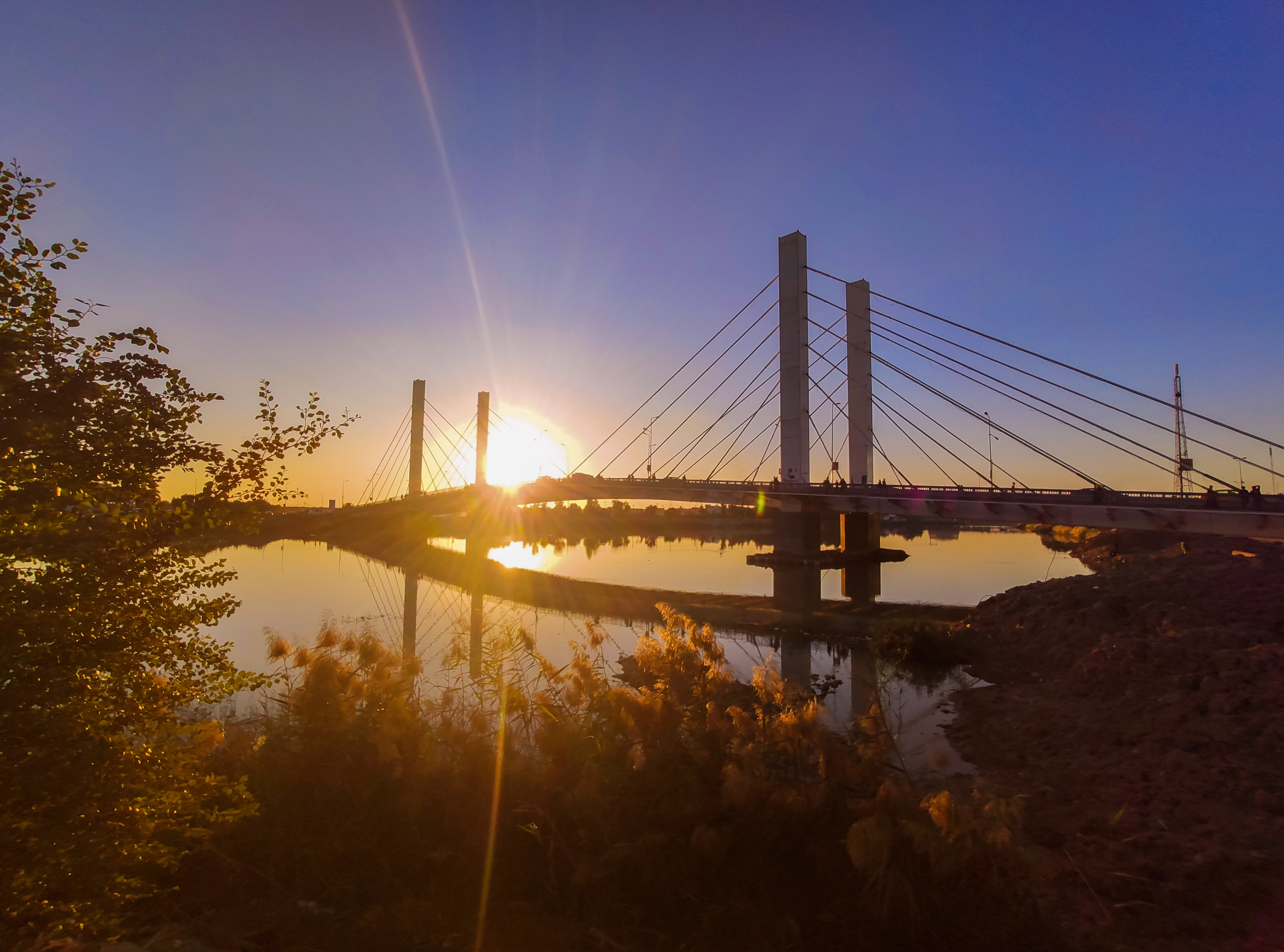
جسر الحضارات في الناصرية

الناصرية، هي مدينة في العراق. تقع في أسفل نهر الفرات على بعد حوالي 360 كيلومتراً جنوب شرقي بغداد، بالقرب من آثار مدينة أور القديمة. وهي عاصمة محافظة ذي قار. بلغ عدد سكانها عام 2018 حوالي 558 ألف نسمة، مما يجعلها عاشر أكبر مدينة في العراق. عاش فيها مجموعة متنوعة من السكان من المسلمين والمندائيين واليهود في أوائل القرن العشرين. بينما سكانها اليوم هم في الغالب من المسلمين الشيعة.

تأسست الناصرية على يد قبيلة المنتفق في أواخر القرن التاسع عشر خلال العهد العثماني. ومنذ ذلك الحين أصبحت مركزًا رئيسيًا للنقل.الناصرية هي مركز منطقة زراعة التمر. تشمل الصناعات المنزلية في المدينة بناء القوارب والنجارة وصناعة الفضة. يضم متحف المدينة مجموعة كبيرة من التحف السومرية والآشورية والبابلية والعباسية. وتقع آثار مدينتي أور ولارسا القديمتين في مكان قريب، يتحد نهر الفرات مع نهر دجلة للمرة الأخيرة على بعد حوالي 10 كيلومترات من المدينة.

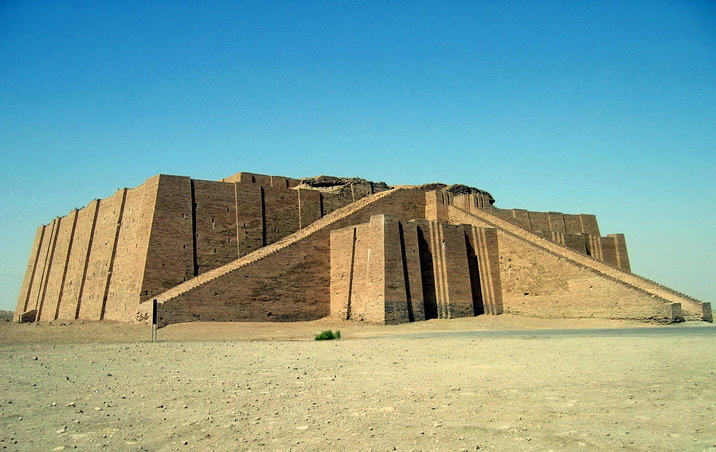
زقورة أور في الناصرية

## التسمية
سميت المدينة بهذا الإسم نسبة إلى مؤسسها ناصر باشا السعدون وهو الإسم المتداول حاليا.[بحاجة لمصدر]

## تاريخ

### العصور التاريخية القديمة

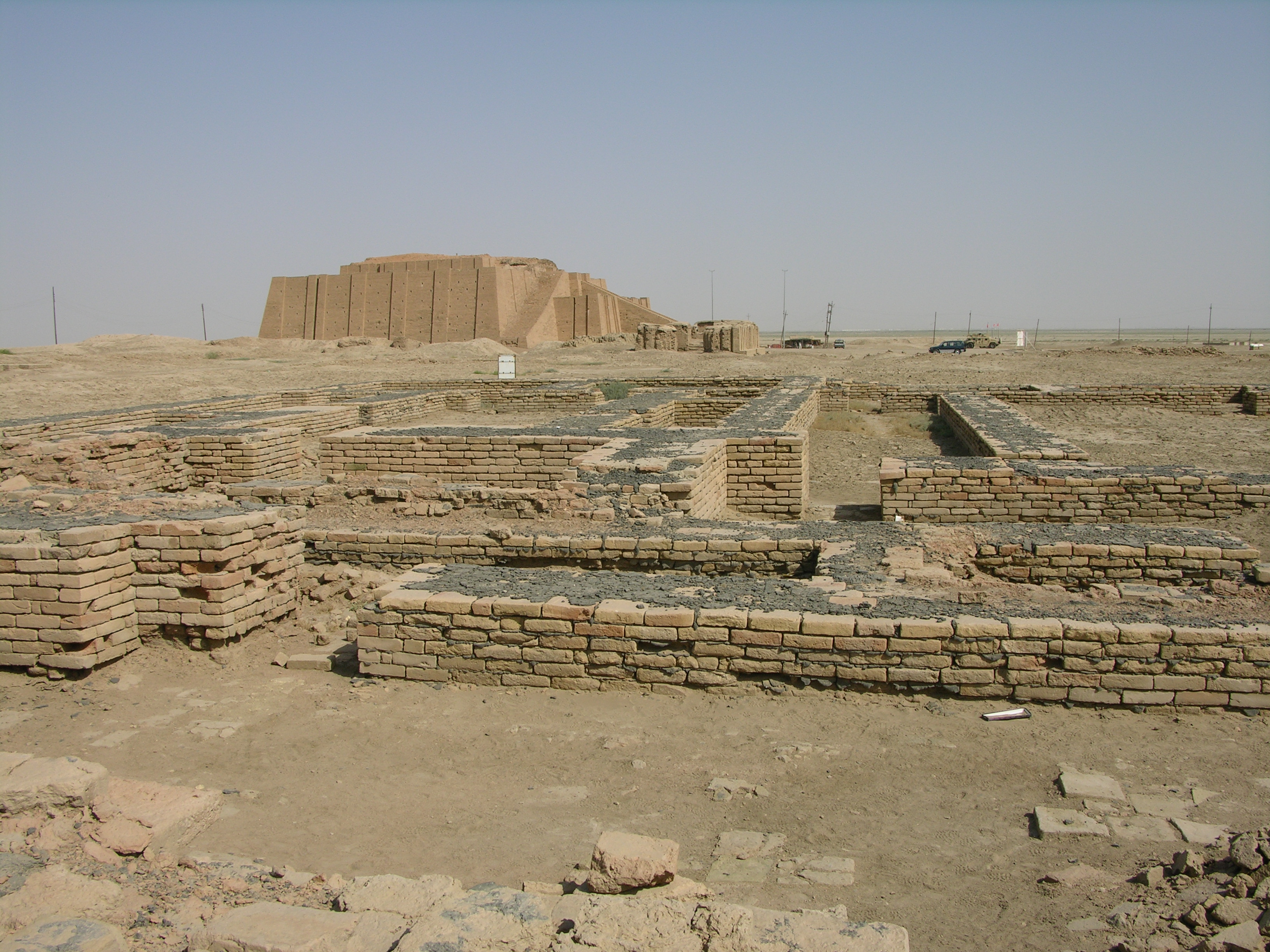
بقايا مدينة أور وتظهر زقورة أور واضحة في الخلف.

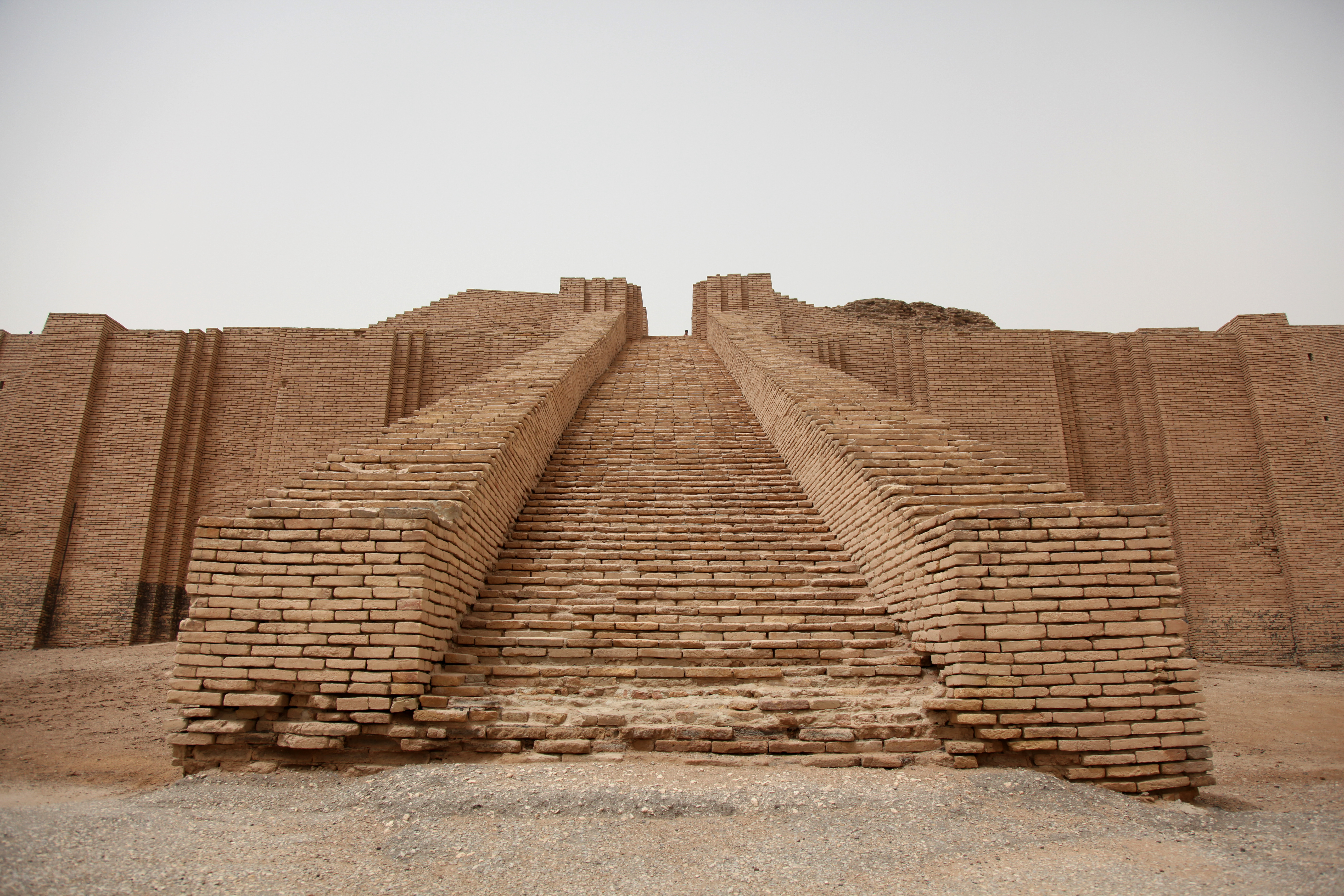
زقورة أور

تشتهرت مدينة الناصرية المعروفة بأسمها التاريخ أور عاصمة المملكة السومرية وأصبحت المدينة أولى الحضارات التي تأسست في العالم حيث يعود تأريخها إلى ما قبل الحضارة العبيدية 7000 ق.م حيث ضمت أول مدينة في التأريخ وهي مدينة إريدو، التي تم ذكرها في قائمة الملوك السومرية. وعلى أرضها قامت الحضارة السومرية في ممالك (أور، لجش، أوروك). وفيها ولد النبي إبراهيم الخليل التي لا تزال آثارها قائمة في المدينة، وإلى جنبها بيت إبراهيم. شكلت جزءا مهما في الحضارات (الأكادية، والبابلية الآشورية)، وكانت مصدرا مهما للثروات الوطنية لتلك الإمبراطوريات، لمحاصيلها الزراعية المهمة والأسماك حينها. كما كانت تمثل التأريخ الديني لحضارة بلاد ما بين النهرين المتعاقبة مع مدينة نفر.
تراجعت أهمية مدينة أور خلال العصور المتعاقبة من الحضارات البابلية والآشورية والفارسية واليونانية. وخلال العهد الفارسي عام 609 م شهدت منطقة ذي قار المعروفة اليوم باسم الناصرية معركة بين قبائل العرب والفرس انتصر فيه العرب على الفرس.

### إمارة المنتفك

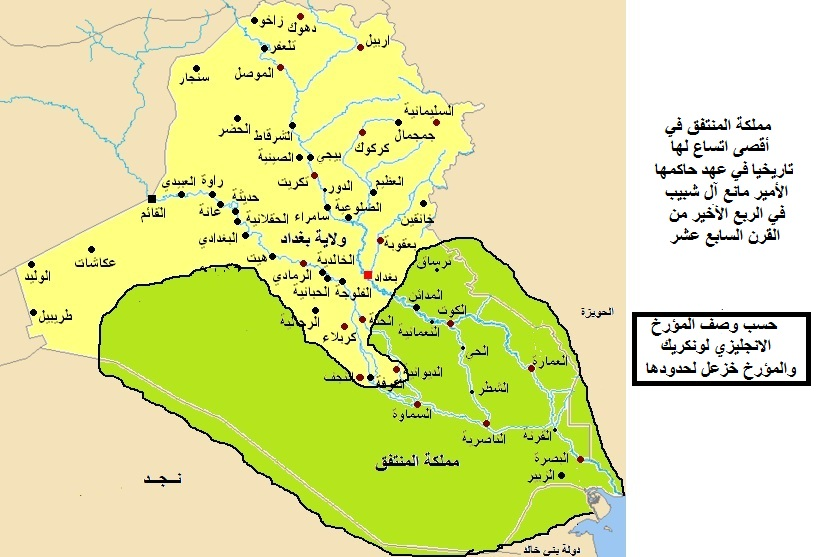
إمارة المنتفق في أقصى اتساع تاريخي لها في عهد حاكمها الأمير مانع بن شبيب في الربع الأخير من القرن السابع عشر.

بعد أن تشكّلت إمارة المنتفق والتي أصبحت دولة قوية مستقلة تضم أراضي واسعة تمتد من مدينة الكوفة شمالا وحتى البصرة جنوبا شهدت هذه الإمارة التي كانت عاصمتها مدينة سوق الشيوخ 20 كم جنوب الناصرية حروب عديدة بين الدولة المجاورة خصوصا الدولة العثمانية لمحاولة إخضاعها لكنها لم تستطع نتيجة تحالف تلك القبائل التي تسكن المنطقة فاضطر العثمانيون للإعتراف بها. وأصبحت تتحكم في جل جنوب العراق. وهنالك عدة روايات في أسباب تسميتها بالمنتفق. فمن المؤرخين من يرى أن (اتفاق) عشائر المنتفق الثلاث «بني مالك وبني سعيد والأجود» كان سببا لهذه التسمية، ومنهم من يرى أن جد بني «المنتفق» كان يحترش اليرابيع قبل الإسلام «أي يخرجها من نافقائها» على حين ويقول آخرون أن هذا الجد كان يقيم في نفق «شبه مغارة» لشدة الحر، فقيل لجماعته المنتفقة. وقد ذكر ابن خلدون في مقدمته أن بني عامر «المنتفق» قد خلفوا القبائل التي هزمت الفرس يوم ذي قار، وذكر إبراهيم الحيدري في كتابه «عنوان المجد» أن قبائل «المنتفق» بطن من ربيعة بن صعصعة من العدنانية. ومن ضمن هذه قبيلتان مشهورتان، هما بنو أسد وبنو خيكان.

### بناء المدينة

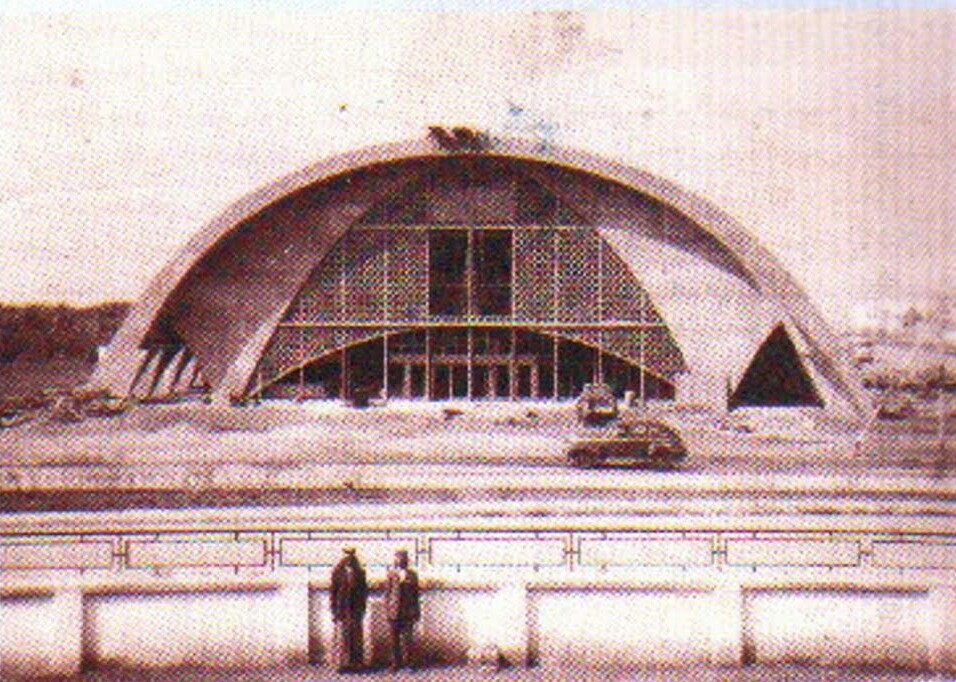
بهو الإدرة في مدينة الناصرية عام 1962م.

خططت الدولة العثمانية في تقسيم العشيرة واستغلال انقسامها، أو السعي لفرز ما يمكن فرزه من أرض المنطقة، وفرض إرادتها بالقوة على السكان المحليين. ولما حصل خلاف بين والي بغداد العثماني وشيخ المنتفق، سيرت قوة من الجيش إلى جنوب غربي العراق وهناك استقرت، لفترة. فلما عين مدحت باشا، السياسي العثماني الإصلاحي الداهية «أبو الدستور»، والياً على العراق استقدم إلى بغداد الشيخ ناصر باشا السعدون شيخ المنتفق عام 1869، وشرح له رغبته في تحويل مشيخته إلى متصرفية وهو ترتيب للحكم المحلي دون الولاية وأعلى من القائمقامية. وكان نظام المتصرفية قد طبّق في بلاد الشام على جبل لبنان قبل سنوات معدودات (عام 1861). وضمن مساعي الترغيب أبلغ مدحت باشا الشيخ ناصر بأنه لهذا الغرض سيبني مدينة تحمل اسمه ـ أي «الناصرية» لتكون عاصمة المتصرفية الوليدة.
وهكذا، فهم الشيخ ناصر القصد وأدرك أن هذه هي رغبة الدولة التي لا راد لرغباتها، فوافق، على الرغم من تخوفه من أن تكون الصيغة الحديثة للحكم المحلي بداية النهاية لسلطة العشائر. وبالنتيجة، وافق أيضاً الشيخ منصور، شقيق الشيخ ناصر، بالرغم منه، لكنه اشترط أن تشيّد المدينة في أرض منخفض لكي تكون مهددة بمياه بحيرة أبو قداحة، التي تدخلها مياه الفرات حتى إذا أردات الدولة العثمانية بالمشايخ شراً أغرقوا المدينة بمياه البحيرة والنهر.
إلا أن الوالي كان حريصاً على بناء مدينة آمنة وكلف مهندساً بلجيكياً بتصميمها، فخططها المهندس واسمة جول تيلي تخطيطاً عصرياً بشوارع متقاطعة. وأسست عام 1870 وكان أول دار بنيت فيها دار الحكومة، التي هدمت عام 1950 وشيدت مكانها دار جديدة بديلة. ثم سكنها ـ حسب الحسني ـ نعمة الله سركيس آكوبيان، وتلاه آخرون فعمرت ببيوتها ومتاجرها. وقد تسارع عمران الناصرية وامتدت على الضفة اليسرى لنهر الفرات وهي تبعد اليوم عن بغداد جنوباً بنحو 387 كلم وعن البصرة شمالاً بغرب 214 كلم، وبلغ عدد سكانها في عقد الخمسينات أكثر من 16 ألف نسمة، وعام 1987 نحو 266 ألف نسمة وارتفع عام 2002 إلى نحو 535 ألف نسمة.
في عام 1870م قام الأمير ناصر السعدون أمير إمارة المنتفق ببناء مدينة الناصرية والتي سميت على إسمه، وكان مركز المدينة يعرف سابقا باسم عكد الهوا وهي المنطقة المسماة حاليا الحبوبي. وبنيت هذه المدينة بعد أن كثرت هجمات القبائل العربية التي كانت تجوب صحراء الجزيرة العربية على مدن جنوب العراق وفي مقدمتها كربلاء والنجف التي تعرضت للغزو الوهابي فكانت حاجة الدولة العثمانية لقبيلة قوية تحمي جزئا من جنوب العراق خاصة بعد أن بدأت الدولة العثمانية تفقد جزء من قوتها في تلك المنطقة حيث كلف الأمير ناصر السعدون وهو شيخ أقوى القبائل في جنوب العراق آنذاك بحماية مدن الجنوب من هجمات القبائل الأخرى مقابل تزويد القبيلة المذكورة بالأسلحة والأعتدة والأموال.

### الحرب العالمية الأولى
خلال الحرب العالمية الأولى بدأت حملة بلاد الرافدين التي أطلقتها بريطانيا للسيطرة على العراق ودخل الإنكليز مدينة الناصرية بشكل كامل في شهر تموز من العام 1915م عند سيطرتهم على البصرة بعد معركة الناصرية الشهيرة حيث قتل في المعركة نحو 2000 جندي عثماني و 400 جندي بريطاني وهندي بريطاني لتتحول بعد ذلك إلى نقطة إستراتيجية للسيطرة على باقي مناطق العراق خصوصا منطقة الفرات الأوسط.

### ثورة العشرين

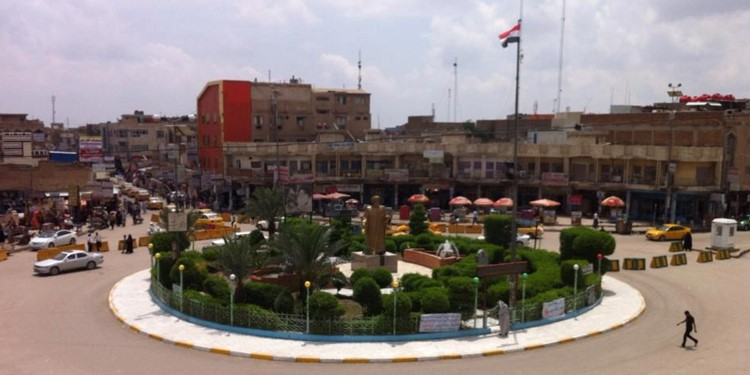
مدينة الناصرية ساحة الحبوبي

شهدت مدن لواء المنتفق ثورات متعددة كان أبرزها في مدينة سوق الشيوخ وكانت في مدينة الناصرية حامية صغيرة ولقد كان بمقدور العشائر مهاجمة المدينة والاستيلاء على المدينة بسهولة وذلك لضعف حاميتها ولكن الوضع عمومًا بدأ يتحسن في لواء المنتفق إذ قام روساء شيوخ المنتفق بالمجيء إلى الحاكم السياسي الموجود في مدينة الناصرية وذلك في شهر تشرين الثاني يعلنون فيها الولاء للإنجليز وذلك بعد فشل الثورات التي حدثت في منطقة السماوة والفرات الأوسط.

### التاريخ المعاصر

طائرة عسكرية دمرها الثوار خلال الأنتفاضة الشعبانية.

شهدت المدينة عدة اضطرابات في فترة حكم الرئيس العراقي السابق صدام حسين حيث أنها شهدت الانتفاضة الشعبانية عام 1991، بعد عملية عاصفة الصحراء والتي أدت إلى السيطرة على المدينة لفترة وجيزة. كما أن المدينة وبعض ما حولها من القرى والنواحي شهدت إضطرابات أخرى في شهر كانون الثاني/يناير عام 1999 عندما حاولت القوات الحكومية منع صلاة الجمعة وتم تفريق المظاهرة التي قام بها المصلين بالقوة وأطلقت القوات الحكومية عليهم النار وقتلت 5 أشخاص وجرح 11 آخرين واعتقل ما لا يقل عن 300 متظاهر ولم تقام صلاة الجمعة في المدينة. وبعد ذلك بمدة وجيزة في شباط/فبراير 1999 شهدت المدينة اضطرابات أخرى بسبب مقتل محمد محمد صادق الصدر وولديه في النجف حيث أتهمت الحكومة بتدبير ذلك.

### الغزو الأمريكي للعراق

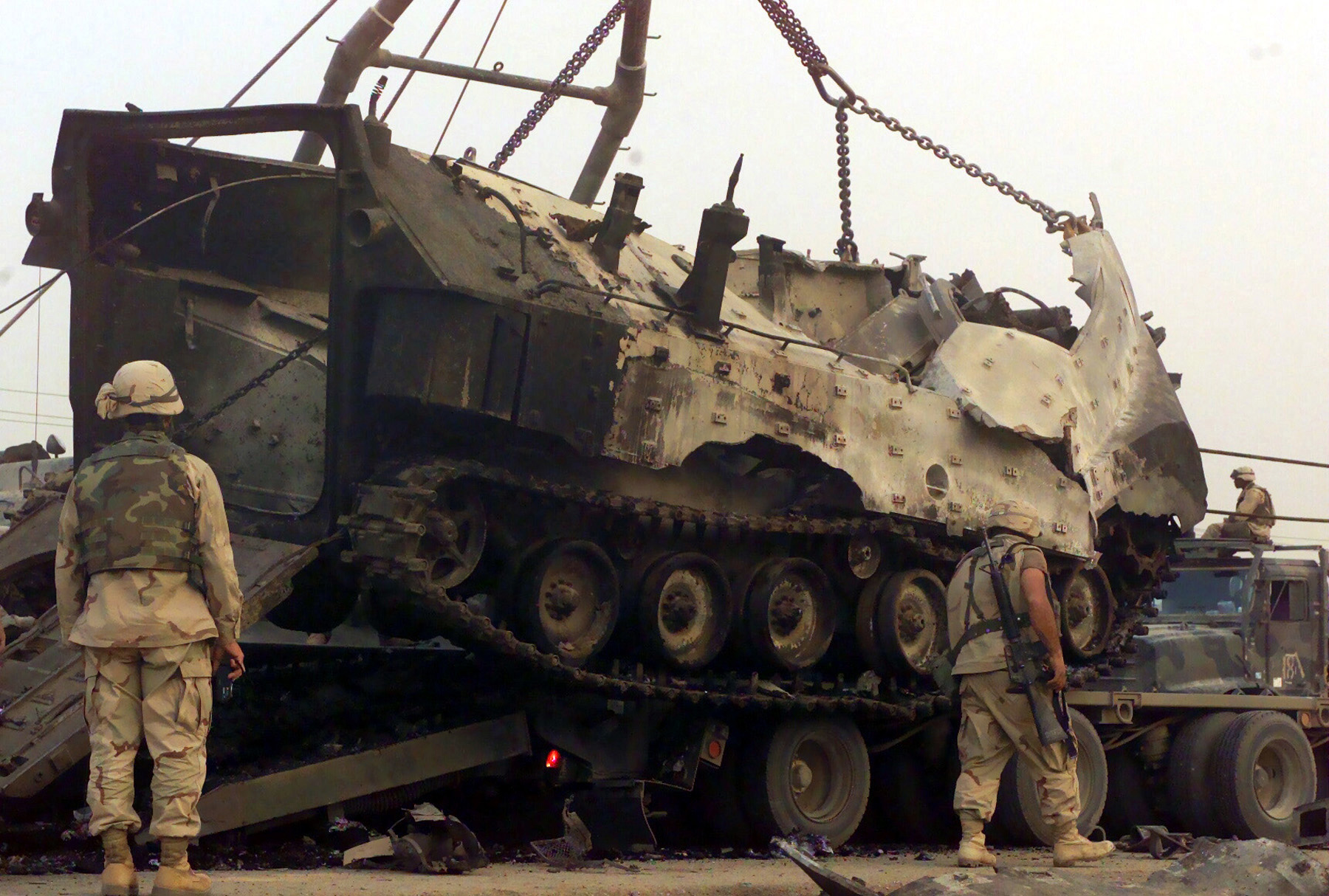
مدرعة أمريكية حطمت خلال المعركة.

خلال الغزو الأمريكي للعراق عام 2003م دخلت قوات التحالف مدينة الناصرية بعد معارك عنيفة مع فدائيي صدام وبعض من الضباط والأهالي استمرت منذ 23 آذار/مارس حتى 10 نيسان/أبريل 2003 أدت إلى تدمير العديد من مباني المدينة مثل مبنى البهو ومبني البلدية ومدينة الألعاب الترفيهية إضافة لمقتل ما يقارب ال 700 عراقي و 22 جندي مارينز أمريكي وجرح 150 جندي مارينز أمريكي آخرين وأسر ثم تحرير عدد من الجنود الأمريكيين من أشهرهم Jessica Lynch جيسيكا لينش. أصبحت مدينة الناصرية تحت قيادة القوات الإيطالية التابعة لقوات التحالف وتضم القيادة الإيطالية قوات كورية جنوبية ورومانية وغيرها.

### الاحتلال الأمريكي للعراق
قامت قوات جيش المهدي في الناصرية يوم 5 نيسان/أبريل 2004 بالهجوم على قواعد الجيش الإيطالي فيها وتدميرها وقد كانت أعداد قوات جيش المهدي التي قامت بهذا الهجوم ما يقرب 600 مقاتل مزودين ببنادق ورشاشات وقذائف صاروخية حيث قاموا بالسيطرة على ثلاثة قواعد بعد هجوم مفاجئ دون مقاومة من قبل القوات الإيطالية وقامت قوات جيش المهدي بإنشاء حواجز ومراكز رماية داخل المباني وخارجها مما أدى إلى امتعاظ القيادات الإيطالية وإرسالها أوامر تقضي بتحرير هذه المباني من قبضة جيش المهدي وتألفت القوات الإيطالية المهاجمة من الفوج الحادي عشر وسرية مشاة بحرية وسرية فرسان وبعض عناصر القوات الخاصة والمظليين حيث سار رتل مؤلف من 60 عربة آلية 8 آليات استطلاع مدرعة طراز سنتاريو وفور وصول الرتل لمشارف نهر الفرات أمطرته قوات جيش المهدي بوابل من نيران الأسلحة الخفيفة وقذائف آر بي جي وقذائف الهاون وحدثت اشتباكات عنيفة بين الرتل الإيطالي وقوات جيش المهدي المرابطة في القاعدة الإيطالية حيث قامت القوات الإيطالية بإطلاق المدافع عيار 105 ملم المحمولة على آليات سنتاريو ودمرت مبنى كان يتحصن به قناصو جيش المهدي وبعد ذلك تمكن فصيلان آليان من مشاة البحرية الإيطالية من استعادة القاعدة الأولى واعتقال ما يقرب 20 مقاتل من أفراد جيش المهدي وتمكنت القوات الإيطالية فيما بعد من استعادة القاعدتين المحتلتين.

## أهم المناطق
صوب الجزيرة:
- الحبوبي.
- ناحية اور
- الإدارة المحلية.
- حي أور
- حي سومر
- حي المعلمين
- مدينة الصدر
- حي أريدو
- حي التضحية
- حي الفداء
- حي الشهداء
- حي الرحمة
- حي العسكري
- حي الصالحية
- حي الشرقية
- حي الزهراء
- حي الخضراء
- حي الموحية
- حي الحسين
- حي الرافدين
- حي البقاع

صوب الشامية:
- الشيباني.
- شارع بغداد.
- حي المتنزه.
- الثورة
- المنصورية
- الشموخ
- الزعيلات
- الشعلة
- الإسكان القديم
- الإسكان الصناعي
- السكك
- حي الرسول
- الطليعة الثالثة

## السكان

### إحصاء عام 1920
وضع الباحث الأنثرولوجي هنري فيلد في كتابه أنثروبولوجيا العراق بيانات مفصلة لديموغرافية مدينة الناصرية عام 1920م وكانت وفقاً للتالي:
| الفئة          | عرب مسلمين | صابئة | يهود | فرس مسلمين | لور من قبائل الباشت-كوه | أتراك مسلمين | مسيحيون | هنود | المجموع |
| -------------- | ---------- | ----- | ---- | ---------- | ----------------------- | ------------ | ------- | ---- | ------- |
| التعداد (نسمة) | 4,742      | 633   | 521  | 300        | 281                     | 23           | 21      | 2    | 6,523   |

## المناخ
| البيانات المناخية لـمدينة الناصرية (1976-2008) | البيانات المناخية لـمدينة الناصرية (1976-2008) | البيانات المناخية لـمدينة الناصرية (1976-2008) | البيانات المناخية لـمدينة الناصرية (1976-2008) | البيانات المناخية لـمدينة الناصرية (1976-2008) | البيانات المناخية لـمدينة الناصرية (1976-2008) | البيانات المناخية لـمدينة الناصرية (1976-2008) | البيانات المناخية لـمدينة الناصرية (1976-2008) | البيانات المناخية لـمدينة الناصرية (1976-2008) | البيانات المناخية لـمدينة الناصرية (1976-2008) | البيانات المناخية لـمدينة الناصرية (1976-2008) | البيانات المناخية لـمدينة الناصرية (1976-2008) | البيانات المناخية لـمدينة الناصرية (1976-2008) | البيانات المناخية لـمدينة الناصرية (1976-2008) |
| الشهر                                          | يناير                                          | فبراير                                         | مارس                                           | أبريل                                          | مايو                                           | يونيو                                          | يوليو                                          | أغسطس                                          | سبتمبر                                         | أكتوبر                                         | نوفمبر                                         | ديسمبر                                         | المعدل السنوي                                  |
| ---------------------------------------------- | ---------------------------------------------- | ---------------------------------------------- | ---------------------------------------------- | ---------------------------------------------- | ---------------------------------------------- | ---------------------------------------------- | ---------------------------------------------- | ---------------------------------------------- | ---------------------------------------------- | ---------------------------------------------- | ---------------------------------------------- | ---------------------------------------------- | ---------------------------------------------- |
| متوسط درجة الحرارة الكبرى °م (°ف)              | 17.1 (62.7)                                    | 20.2 (68.4)                                    | 25.4 (77.8)                                    | 31.8 (89.2)                                    | 38.6 (101.4)                                   | 42.7 (108.9)                                   | 44.8 (112.6)                                   | 44.8 (112.7)                                   | 42.0 (107.6)                                   | 35.4 (95.8)                                    | 25.9 (78.7)                                    | 19.1 (66.3)                                    | 32.3 (90.2)                                    |
| متوسط درجة الحرارة الصغرى °م (°ف)              | 6.2 (43.1)                                     | 8.1 (46.6)                                     | 12.4 (54.4)                                    | 18.4 (65.1)                                    | 23.5 (74.3)                                    | 26.3 (79.3)                                    | 28.1 (82.5)                                    | 27.4 (81.3)                                    | 24.2 (75.6)                                    | 19.2 (66.6)                                    | 12.5 (54.5)                                    | 7.7 (45.8)                                     | 17.8 (64.1)                                    |
| الهطول مم (إنش)                                | 27.4 (1.08)                                    | 18.1 (0.71)                                    | 20.9 (0.82)                                    | 13.3 (0.52)                                    | 4.3 (0.17)                                     | 0.2 (0.01)                                     | 0.0 (0.0)                                      | 0.0 (0.0)                                      | 0.7 (0.03)                                     | 6.3 (0.25)                                     | 14.0 (0.55)                                    | 22.5 (0.89)                                    | 127.7 (5.03)                                   |
| المصدر: المنظمة العالمية للأرصاد الجوية (UN)   |                                                |                                                |                                                |                                                |                                                |                                                |                                                |                                                |                                                |                                                |                                                |                                                |                                                |

## معالم المدينة
- زقورة أور هي أحد معالم مدينة الناصرية جنوب العراق وأحد أشهر المناطق الأثرية في المحافظة تقع إلى الغرب من مدينة الناصرية وتبعد عنها 40 كم بناه المؤسس الأول لسلالة أور وهو أورنمو ويعتقد أن مولد النبي إبراهيم يقع بالقرب من الموقع الأثري.
- نصب الشهداء وهو أحد معالم محافظة ذي قار يقع في منطقة الجبايش ويبعد عن مدينة الناصرية بحوالي 60 كم تم بناء النصب في عام 2008 حيث يرمز النصب إلى شهداء الأهوار الذين قتلو من قبل النظام السابق.
- قاعدة الإمام علي الجوية وهي أكبر قاعدة عسكرية في العراق تقع إلى الجنوب الغربي لمدينة الناصرية وكانت القاعد تعرف بأسم قاعدة طليل الجوية حتى كانون الأول/ديسمبر 2011.

- جسر الحضارات وهو أحد أشهر معالم مدينة الناصرية يقع في وسط المدينة يربط ضفتي نهر الفرات ويبلغ طول الجسر 200 متر يحتوي على مسارين للمرور وفتتح الجسر في بداية عام 2015.

- تمثال محمد سعيد الحبوبي والذي شيدهُ النحات عبد الرضا كشيش عام 1973 وهو يمثل رمزاً مهماً من رموز مدينة الناصرية لكونه شاعراً وفقيهاً واحد قادة ثورة العشرين ضد الاحتلال الإنجليزي (بريطانيا) للعراق. يتوسط التمثال مركز المدينة ويزيدها جمالية

## أعلام

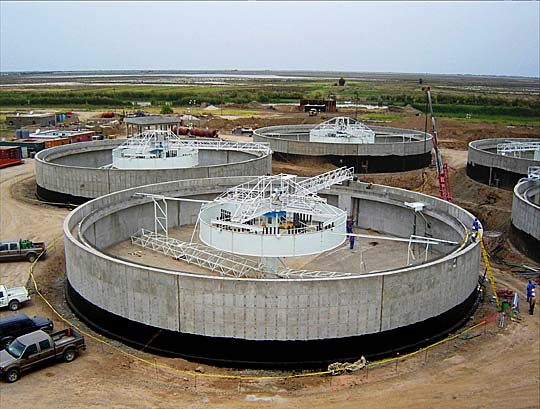
مشروع تنقية مياه الشرب في الناصرية

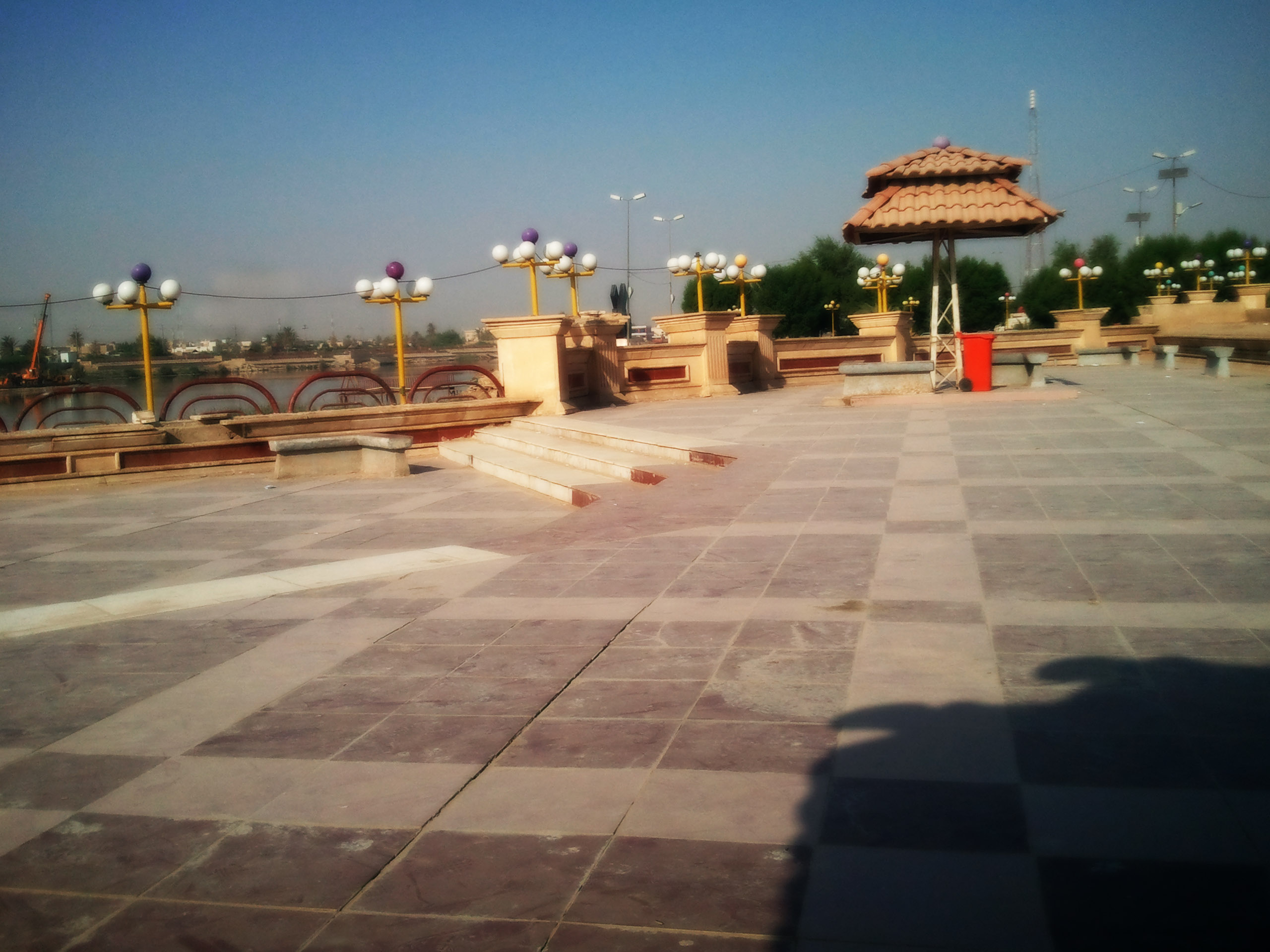
كورنيش الناصرية

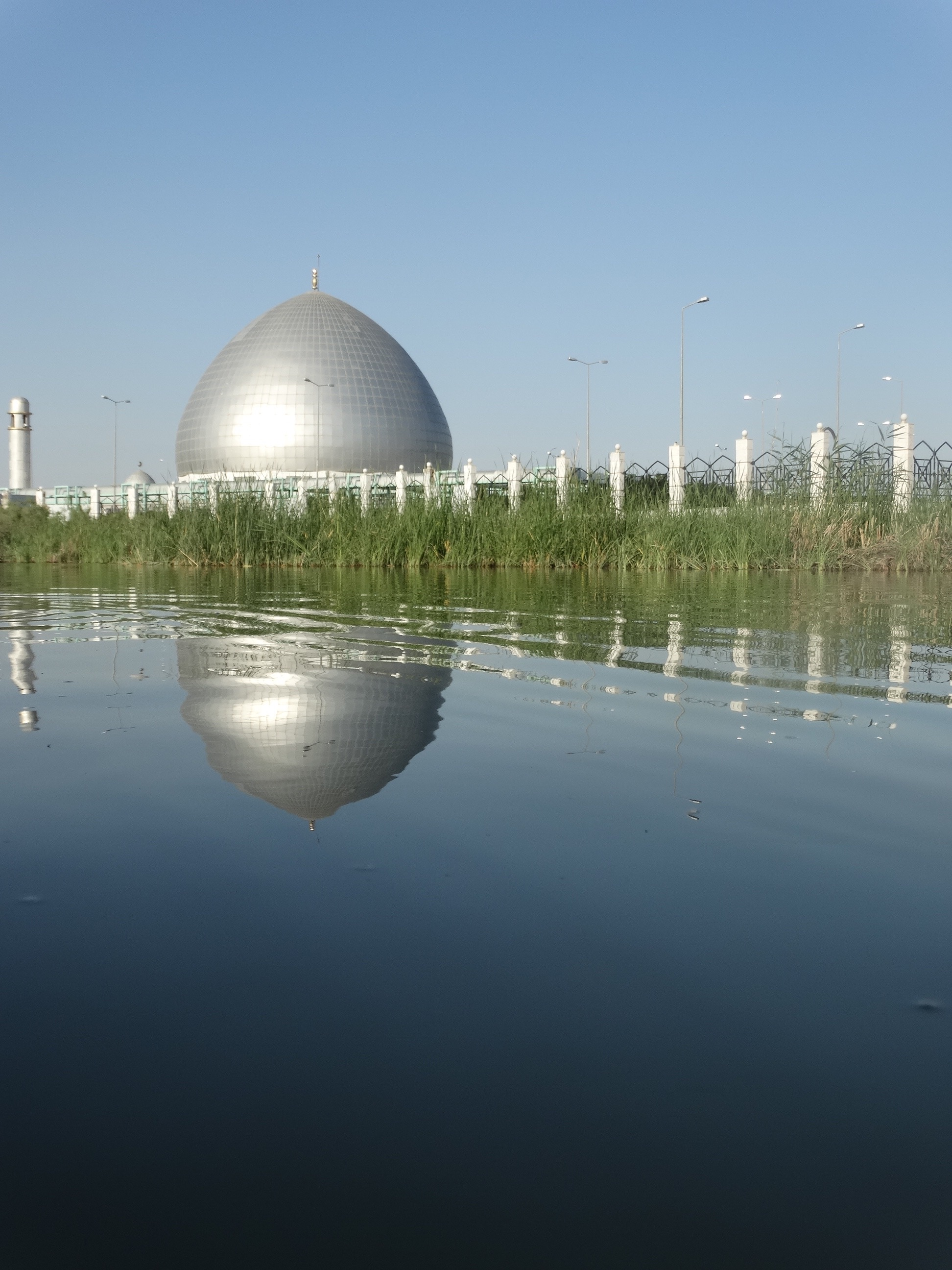
نصب شهداء الأهوار

تعتبر الناصرية مدينة السياسة والفن والشعر والأدب حيث الكثير من أبنائها المشاهير، من أبرز الشخصيات السياسية من أبناء الناصرية، رئيس الوزراء عبد المحسن السعدون (ولد عام 1879 وتوفي عام 1924)، الذي تولّى مناصب رئاسة المجلس التأسيسي ورئاسة مجلس النواب ورئاسة الحكومة، ورئيس الحكومة السابق صالح جبر (ولد عام 1895 وتوفي عام 1957)، والسياسي والوزير فؤاد الركابي، ورئيس جامعة بغداد ووزير التعليم السابق جاسم محمد خلف الركابي. كما ولد على مقربة منها في إحدى القرى التابعة لبلدة سوق الشيوخ الدكتور مصطفى جمال الدين.
وفي عالم الفن والأدب ومنهم الفنانين حضيري أبو عزيز وناصر حكيم وداخل حسن وستار جبار وجبار ونيسة وحسين نعمه وطالب القره غولي والشعراء زامل سعيد فتاح وكاظم الركابي وعريان السيد خلف وكاظم إسماعيل الكاطع وإيهاب المالكي والفنانة سناء عبد الرحمن والفنانة أمل طه.
تقسم الناصرية إلى صوبي الجزيرة ويضم محلة السراي والسيف وشارع عشرين والإدارة المحلية والوهابية وحي أور وحي إريدو ومدينة البكر وحي الشهداء والصالحية والعسكري ومحلة الشرقية والفداء والتضحية.

## مساجد
توجد في الناصرية الكثير من المساجد التاريخية والأثرية القديمة التي يرجع تاريخها إلى العهد العثماني ومنها:
- جامع الشيخ عباس الكبير.
- جامع الست لندة
- جامع فالح باشا الكبير.
- مسجد فالح باشا الصغير.
- جامع الإمام الحسن عليه السلام
- جامع اصحاب الكساء
- جامع الامام الصادق عليه السلام
- مسجد معروف آغا.
- جامع الامام الصادق عليه السلام
- حسينية اصحاب الكساء
- جامع الامام الحسن عليه السلام
- جامع فاطمة الزهراء عليها السلام
- جامع سوق الشيوخ.
- جامع عبد الرحمن الشمري.
- مسجد النجادة.
- جامع ثويني السعدون
- مسجد الصفا
- جامع الإسكان الصناعي الكبير.
- حسينية الإمام الحسن المجتبى
- حسينية الرسول الاعظم.
- موكب الامام زين العابدين
- جامع الحاج عوض
- موكب عقيلة بني هاشم الاسكان الصناعي